# Sekwana Nadmorska
Sekwana Nadmorska (fr. Seine-Maritime, wymowaⓘ [sɛnmaʀiˈtim]) – francuski departament położony w regionie Normandia. Departament został utworzony 4 marca 1790 roku. Departament oznaczony jest liczbą 76. Przed rokiem 1955 nazwą tego departamentu było Seine-Inférieure.
Według danych na rok 2010 liczba zamieszkującej departament ludności wynosi 1 250 411 os. (199 os./km²); powierzchnia departamentu to 6278 km². Ośrodkiem administracyjnym (prefekturą) departamentu jest Rouen, a największym miastem – Hawr.
W 2023 roku w skład departamentu wchodziło 708 gmin (lista).

## Miejscowości
Największe miejscowości departamentu (w nawiasach liczba ludności w 2021 roku):

- Hawr (Le Havre, 166 058)
- Rouen (114 083)
- Sotteville-lès-Rouen (28 965)
- Saint-Étienne-du-Rouvray (28 508)
- Dieppe (28 358)
- Le Grand-Quevilly (25 975)
- Le Petit-Quevilly (21 782)
- Mont-Saint-Aignan (20 066)
- Fécamp (18 016)
- Elbeuf (15 951)
- Montivilliers (15 457)
- Bois-Guillaume (14 262)
- Canteleu (13 966)
- Oissel (12 367)
- Barentin (12 154)
- Bolbec (11 635)
- Yvetot (11 385)
- Maromme (11 024)
- Déville-lès-Rouen (10 745)
- Port-Jérôme-sur-Seine (10 387)
- Caudebec-lès-Elbeuf (10 135)
- Darnétal (9738)
- Grand-Couronne (9726)
- Petit-Caux (9625)
- Gonfreville-l’Orcher (8961)
- Lillebonne (8729)
- Petit-Couronne (8688)
- Saint-Aubin-lès-Elbeuf (8428)
- Harfleur (8315)
- Saint-Pierre-lès-Elbeuf (8285)
- Bihorel (8199)